# إيمي دياز
إيمي دياز (بالإنجليزية: Amy Diaz)‏ هي متسابقة ملكة الجمال أمريكية، ولدت في 6 أغسطس 1984 في نيويورك في الولايات المتحدة.